# Anabelle Smith
Anabelle Smith, född den 3 februari 1993 i Malvern, Victoria,  är en australisk simhoppare.
Hon tog OS-brons i synkroniserade svikthopp i samband med de olympiska tävlingarna i simhopp 2016 i Rio de Janeiro.